# 김세배
김세배(金世培, 1931년 9월 15일~2014년 8월 3일)는 대한민국의 법조인, 정치인이다. 제8·9·10대 국회의원을 지냈다. 호(號)는 아석(雅石). 본관은 김해. 자녀는 아들 김종석을 포함 2남2녀가 있다.

## 학력
- 서울대학교 농과대학 농학과 학사(1954년)
- 육군보병학교 졸업(1955년)
- 육군공병학교 졸업(1956년)
- 국방대학교 행정학사 5기(1959년)

## 약력
- 제5회 고등고시 사법과 합격(1952년)
- 1954년 갑종장교 육군 소위 임관.
- 육군 법무관, 검사, 변호사
- 1966년 육군 소령 예편
- 대검찰청 사국장
- 국가안전보장회의 상임위원
- 민주공화당 충남 제13지구당 위원장
- 1971년 ~ 1972년 :제8대 국회의원 (민주공화당)
- 한국반공연맹 이사 겸 사무총장
- 제8차 세계반공연맹 총회 수석대표
- 1976년~1979년 :제9대 국회의원 (유신정우회)
- 1979년~1980년 :제10대 국회의원 (유신정우회)
- 1988년~1989년 : 신민주공화당 법률행정위원
- 1995년~2006년 : 자유민주연합 법률행정위원

## 가족 관계
- 자녀 : 김종석, 김종숙, 김종철, 김종민
  - 사위 : 정인원, 김경환

## 역대 선거 결과
|  | 52.62% |

|  | 0% |

|  | 0% |

|  | 37.76% |